# Kabaret Napád
Kabaret Napád – grupa kabaretowa działająca na początku XXI wieku, założona przez studentów Szkoły Głównej Handlowej. Kabaret wyróżniał się programami złożonymi w głównej mierze z piosenek wykonywany a cappella. Ponadto w skeczach wykorzystywano minimalną ilość rekwizytów, członkowie kabaretu również używali jednolitych (najczęściej czarnych)  strojów.

## Historia
Kabaret powstał na początku 2000 r. z inicjatywy Marcina Hadysia w Szkole Głównej Handlowej. Zadebiutował w 2001 r. podczas IV Ogólnopolskiego Festiwalu Teatrów i Kabaretów Studenckich „Wyjście z cienia” w Gdańsku, gdzie otrzymał wyróżnienie za skecz „Polowanie na jelonka”. W 2002 r. kabaret dwukrotnie prezentował się w klubie Tygmont na Scenie Świeżo Malowane. W tym samym roku Kabaret znalazł się w gronie finalistów XVIII przeglądu PAKA. W grudniu tego roku z działalności w kabarecie zrezygnowali Justyna Prus i Marcin Hadyś. W następnym roku Napád znalazł się wśród finalistów XIX przeglądu PAKA. 
W 2004 r. kabaret zawiesił działalność z uwagi na wyyjazdy zagraniczne Jacak Hejny i Marcina Pasznickiego. Działalność została wznowiona i w 2005 r. kabaret po raz kolejny znalazł się wśród finalistów XXI przeglądu PAKA. Na XXIII przeglądzie PAKA w 2007 r. Napád zajął III miejsce.
Grupa zawiesiła swoją działalność w lutym 2008 roku.

## Skład
Kabaret Napád występował w składzie:
- Jacek Hejna,
- Marcin Pasznicki,
- Jakub Puchalski,
- Tomasz Sienkiewicz,
- Jarosław Strygner.

Współpracowali:
- Marcin Hadyś,
- Justyna Prus,
- Wojtek Wojaczek.

## Nagrody i wyróżnienia
W czasie swej działalności Kabaret Napád zdobył liczne nagrody:
- 2001: Wyróżnienie za skecz „Polowanie na jelonka” na IV Ogólnopolskim Festiwalu Teatrów i Kabaretów Studenckich „Wyjście z cienia” w Gdańsku.
- 2002: II Nagroda podczas „Wieczoru Ostatniej Szansy” na XVIII Przeglądzie Kabaretów PaKA w Krakowie.
- 2003:
  - I Nagroda oraz Nagroda Specjalna Jury za „czarny humor” w „Piosence o grabarzach” na Festiwalu Pozytywnej Kultury Studenckiej „Wrocek” we Wrocławiu.
  - Zwycięstwo w kategorii „Na krawędzi”, Nagroda Publiczności (Złote Koryto), Nagroda Ukrytego Jurora (Złote Koryto) oraz Melodyjna Nagroda im. Artura za piosenkę „Jestem biedronką” na VIII Rybnickiej Jesieni Kabaretowej „Ryjek” w Rybniku.
- 2004:
  - II Nagroda podczas „Wieczoru ostatniej szansy” na XIX Przeglądzie Kabaretów PaKA w Krakowie.
  - II Nagroda na VI Ogólnopolskim Festiwalu Teatrów i Kabaretów Studenckich „Wyjście z cienia” w Gdańsku.
- 2005:
  - Nagroda Główna i Nagroda Publiczności na II Przeglądzie Kabaretów Studenckich PKS w Warszawie.
  - Nagroda Przechodnia za najlepszy rekwizyt oraz Nagroda Specjalna za najbardziej odlotowy skecz na XXI Przeglądzie Kabaretów PaKA w Krakowie.
- 2007:
  - III Nagroda oraz Nagroda Dziennikarzy na XXIII Przeglądzie Kabaretów PaKA w Krakowie.
  - Nagroda Ukrytego Jurora (Złote Koryto) oraz Melodyjna Nagroda im. Artura za piosenkę „Goryle” na XII Rybnickiej Jesieni Kabaretowej „Ryjek” w Rybniku.